# マウントバーノン郡区 (アイオワ州ブラックホーク郡)
マウントバーノン郡区（英: Mount Vernon Township）は、アメリカ合衆国、アイオワ州、ブラックホーク郡にある17の郡区の一つである。2000年の国勢調査で、人口は1098人だった。

## 地理
マウントバーノン郡区は、82.1平方キロメートル（31.68平方マイル）で、組み込まれている自治体(incorporated settlements)は存在しない。アメリカ地質調査所によると、この郡区はEast JanesvilleとMount Vernon EvangelicalとSaint Paul United Church of ChristとSaint Paulsの4つの霊園が含まれている。